# جنيفر بيك
جنيفر بيك (بالإنجليزية: Jennifer Beck)‏ هي عالمة نفس ومُدرسة وكاتِبة نيوزيلندية، ولدت في 1939 في أوكلاند في نيوزيلندا.